# Iglesia de Nuestra Señora de la Asunción (Candeleda)
La iglesia de la Asunción es un templo religioso de culto católico bajo la advocación mariana de Nuestra Señora de la Asunción de la localidad de Candeleda, en la provincia de Ávila, comunidad autónoma de Castilla y León, en España.
Está declarada monumento Bien de Interés Cultural desde el año 1991.

## Descripción
Situada en la parte antigua de este municipio pero en una de las zonas más altas de la parte baja de Candeleda, su estructura es en su mayor parte de granito, con una visión exterior bastante singular y poco atractiva.
La parte más antigua de esta arquitectura es gótico arcaico y rústico de finales del siglo XIV o principios del siglo XV, como puede apreciarse por sus detalles achatados y las proporciones de su vestíbulo en forma de bóveda de cañón, al igual que el ábside de la capilla mayor, de construcción semicircular de donde arrancan seis nervios hasta llegar a lo más alto en forma de abanico.
El resto del templo se compone por tres amplias naves, divididas por arcos de medio punto y visiblemente de peor construcción que lo anterior.